# Districte de Cogo
El districte de Cogo  és un districte de Guinea Equatorial, a la part septentrional de la província Litoral, a la regió continental del país. La capital del districte és Cogo, i també hi ha la ciutat d'Acalayong. El cens de 1994 hi mostrava 14.607 habitants.